# Jean Massin
Pour les articles homonymes, voir Massin.
Jean Massin, né le 5 novembre 1917 à Paris et mort le 3 juillet 1986 à Villejuif, est un musicologue et historien français. Avec son épouse, Brigitte Massin, ils sont les auteurs de nombreux ouvrages d'histoire et de musicologie.

## Biographie
Jean Massin naît le 5 novembre 1917 à Paris ,. Après des études au séminaire de Rome, il est ordonné prêtre à Paris le 15 avril 1945 et le reste jusqu'en 1952, malgré des interrogations sur la tradition. Il est proche de Paul Claudel, des théologiens Yves Congar et Pierre-André Liégé, vicaire de la Paroisse Saint Séverin. Ensuite, il devient critique et musicographe . Travaillant avec son épouse, Brigitte Massin, il publie dans les années 1950, deux ouvrages de musicologie de référence, Ludwig van Beethoven et Wolfgang Amadeus Mozart. Il contribue ainsi considérablement au renouveau de l’approche historiographique des compositeurs en France. Suivent Recherche de Beethoven (1969) et, sous la direction commune de Jean et Brigitte, Histoire de la musique occidentale (1977). Une émission de télévision du 14 mars 1970 met en valeur l'originalité de la démarche du couple dans l'approche de la musique romantique, de la psychologie du compositeur et l'histoire de son époque .
Directeur de la collection « Portraits de l'Histoire » au Club français du livre, Jean Massin écrit divers ouvrages historiques parmi lesquels Robespierre, Marat et Don Juan : mythe littéraire et musical.
Enfin en tant qu'homme de lettres, Jean Massin dirige une volumineuse édition chronologique des œuvres complètes de Victor Hugo, en 36 volumes, qui est toujours une référence pour l’œuvre hugolienne
Jean Massin est décédé le 3 juillet 1986 à Villejuif,.

## Publications
- Cantate triomphale du Christ roi, Desclée De Brouwer, 1937, 107 pages.
- Poèmes de la compassion de Jésus-Christ, Éditions franciscaines, 1939, 79 pages.
- Baudelaire devant la douleur, Sequana, 1944, 187 pages.
- Le Feu de la Saint-Jean, R. Julliard, 1944, 128 pages.
- Baudelaire « entre Dieu et Satan », R. Julliard, 1945, 338 pages.
- Le Rire et la Croix, R. Julliard, 1949-1952, 2 vol. (294 et 255 pages).
- Ludwig van Beethoven, Club français du livre, 1955, 855 pages.
- Écrits autobiographiques. Jean-Jacques Rousseau. Confessions. Choix de lettres. Histoire du précédent écrit et Rêveries du promeneur solitaire (introduction et notes de Jean Massin), Club français du livre, 1955, XXVI-1188 pages.
- Robespierre, Club français du livre, 1956, 322 pages.
- Wolfgang Amadeus Mozart, Club français du livre, 1959, XXII-1276 pages.
- Marat, Paris, Club français du livre, coll. « Portraits de l'histoire », 1960, 306 p. (présentation en ligne)Nouvelle édition : Marat, Aix-en-Provence, Alinéa, 1988, 2e éd. (1re éd. 1960), 308 p. (ISBN 2-904631-58-5).
- Almanach de la Révolution française, Club français du livre, 1963, 339 pages.
- Almanach du Premier Empire: du neuf thermidor à Waterloo, Club français du livre, 1965, 371 pages
- Recherche de Beethoven, Fayard, 1970, 379 pages.
- [Sous sa direction] Victor Hugo - Œuvres complètes : Édition chronologique, Club français du livre, 1967-1970, 18 tomes[9].
- Cadres et repères pour l'histoire napoléonienne (en collaboration avec Élisabeth Brisson), Club français du livre, 1971, 592 pages.
- Histoire de la musique : de Monteverdi à Varèse 1600-1945, Messidor, 1977-1978, 3 vol. (315, 315 et 315 pages).
- Histoire de la musique occidentale, Collection : Musique, Fayard, poitiers, 1991, 1312 pages.
- Don Juan : mythe littéraire et musical : recueil de textes (présentation de Jean Massin), Stock, 1979, 726 pages.
- Le Gué du Jaboq, le rire d'un infirme : autobiographie, Stock, 1980, 550 pages

## Filmographie
- 1966 : L'Or et le Plomb d'Alain Cuniot - L'historien